# Kurt Gravemeier
Kurt Gravemeier (* 23. September 1957 in Lengerich (Westfalen)) ist ein ehemaliger deutscher Springreiter und ehemaliger Bundestrainer der deutschen Springreiter.

## Leben

### Karriere als Reiter
Im Alter von acht Jahren begann Kurt Gravemeier mit dem Reiten. Er wurde von seinem Vater ausgebildet. Mit 15 Jahren wurde er Westfalenmeister in der Dressur. Zur gleichen Zeit bestritt er sein erstes S-Springen. Anschließend beschloss er, sich ganz auf den Springsport zu konzentrieren. Bei Herbert Meyer machte er seine Ausbildung zum Pferdewirt. 1988 wurde er Gestütsleiter bei Hendrik Snoek. Einer seiner größten Erfolge war der Sieg beim Großen Preis der Bundesrepublik Deutschland 1992 in Dortmund. Kurt Gravemeier bestritt 33 Nationenpreise. 1995 beendete er seine sportliche Karriere aus gesundheitlichen Gründen.

### Karriere als Trainer
Von 1997 bis 2000 war Gravemeier Bundestrainer der Junioren und Jungen Reiter Springen, von 2000 bis 2008 war er Bundestrainer der deutschen Springreiter. In den Jahren 2013 und 2014 übernahm er das Training der belgischen Springreiter. Gravemeier pachtete 2013 die bisherige Reitanlage von Claudia Kirchhoff, der vormaligen Ehefrau von Ulrich Kirchhoff. Hier betreibt er überwiegend Pferdehandel.

### Privates
Kurt Gravemeier ist verheiratet und hat drei Kinder.

## Erfolge
- 1973: 3. Platz bei den Junioren-Europameisterschaften im Springteam
- 1975: 2. Platz bei den Junioren-Europameisterschaften im Springteam
- 1992: 1. Platz im Großen Preis der Bundesrepublik Deutschland in Dortmund